# Muscle épineux
Le muscle épineux dorsal est en surbrillance au centre. 
Le muscle épineux (ou anciennement nommé muscle épi-épineux) est un muscle pair du dos situé dans la portion médiale de la gouttière vertébrale. 

## Description
Le muscle épineux est le plus médial et le plus profond des muscles érecteurs du rachis.
Il est constitué de trois parties :
- le muscle épineux du thorax (ou du dos),
- le muscle épineux du cou (ou de la nuque),
- le muscle épineux de la tête.

Les trois muscles ont un trajet vertical ascendant.

## Muscle épineux du thorax
Le muscle épineux du thorax est la continuation médiale du muscle érecteur du rachis. Il est à peine séparable en tant que muscle distinct. Il est situé à la face médiale du muscle longissimus du thorax et se confond intimement avec lui.
Il est intimement lié au muscle semi-épineux du thorax situé en dessous.

### Origine
Le muscle épineux du thorax nait par trois ou quatre tendons sur les processus épineux des deux premières vertèbres lombaires et des deux dernières vertèbres thoraciques. 

### Trajet
Les tendons s'unissent et forment un petit muscle.

### Insertion
Le muscle épineux du thorax se termine par quatre à huit tendons qui s’insèrent sur les processus épineux des huit premières vertèbres thoraciques supérieures.

### Fonction
Le muscle épineux du thorax étend la colonne thoracique.

### Innervation
Le muscle épineux du thorax est innervé par des rameaux des branches postérieures des nerfs spinaux.

## Muscle épineux du cou

### Origine
Le muscle épineux du cou nait des processus épineux des deux premières vertèbres thoraciques et des deux dernières vertèbres cervicales. 

### Insertion
Le muscle épineux du cou se termine sur le processus épineux de l'axis, et parfois sur celui de la troisième vertèbre cervicale.

### Fonction
Le muscle épineux du thorax étend la colonne cervicale.

### Innervation
Le muscle épineux du thorax est innervé par des rameaux des branches postérieures des nerfs spinaux cervicaux.

## Muscle épineux de la tête
Le muscle épineux de la tête est généralement indissociable du muscle semi-épineux de la tête.
Le muscle épineux de la tête n'est pas bien caractérisé dans les manuels et les atlas d'anatomie modernes, et est souvent omis de l'illustration anatomique. Cependant, il peut être identifié comme des fibres qui s'étendent des processus épineux de la première vertèbre thoracique et de la septième vertèbre cervicale au crâne sur l'os occipital se mélangeant souvent avec le muscle semi-épineux de la tête[réf. nécessaire].